# Рок Ајланд (Илиноис)
Рок Ајланд (енгл. Rock Island) град је у америчкој савезној држави Илиноис. По попису становништва из 2010. у њему је живело 39.018 становника.

## Демографија
Према попису становништва из 2010. у граду је живело 39.018 становника, што је 666 (1,7%) становника мање него 2000. године.
| Група             | 2000.          | 2010.          |
| Белци             | 29.485 (74,3%) | 26.464 (67,8%) |
| Афроамериканци    | 6.814 (17,2%)  | 7.122 (18,3%)  |
| Азијати           | 299 (0,8%)     | 687 (1,8%)     |
| Хиспаноамериканци | 2.341 (5,9%)   | 3.664 (9,4%)   |
| Укупно            | 39.684         | 39.018         |